# Agostino Gaetano Riboldi
Agostino Gaetano Riboldi (ur. 18 lutego 1839 w Paderno Dugnano, zm. 25 kwietnia 1902 w Rawennie) – włoski duchowny katolicki, kardynał, arcybiskup Rawenny.

## Życiorys
Święcenia kapłańskie przyjął 11 sierpnia 1861 w Mediolanie. 12 marca 1877 został wybrany biskupem Pawii. 22 kwietnia 1877 w Pawii otrzymał sakrę z rąk arcybiskupa Lucido Marii Parocchiego. 15 kwietnia 1901 przeszedł na stolicę metropolitalną Rawenny, na której pozostał już do śmierci. Tego samego dnia Leon XIII wyniósł go do godności kardynalskiej.